# Carlos Kullberg

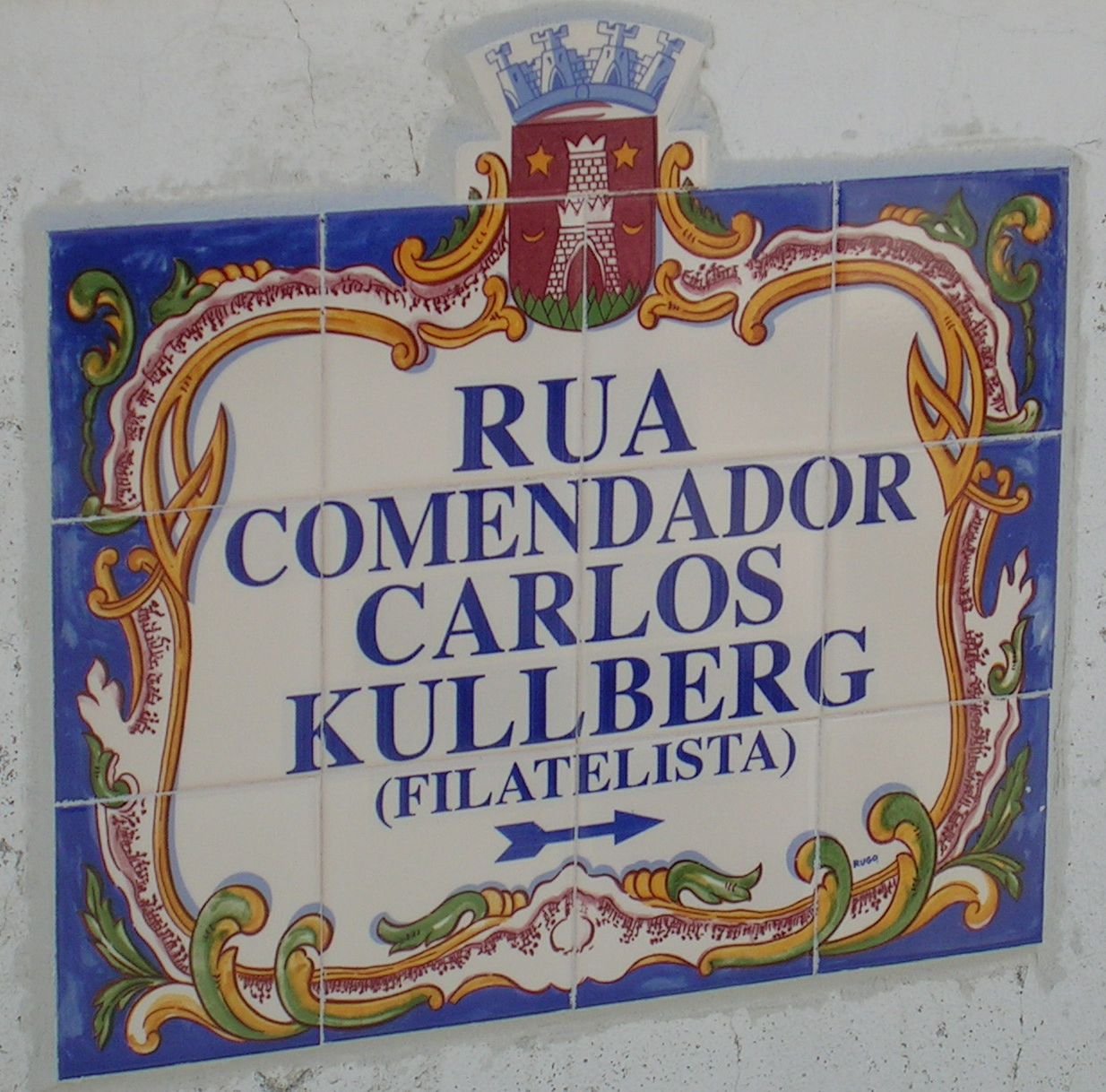
Placa Toponímica da Rua Comendador Carlos Kullberg, na Freguesia de S. Pedro de Penaferrim no Concelho de Sintra

Carlos Jorge Kullberg, filho de Anders Boo Georg Kullberg e de Maria Helena Arouca Alegro Pereira, nasceu em Lisboa no dia 18 de Março de 1927. Casou-se com Odete Adelaide Fernandes de Almeida Ribeiro Kullberg e deste casamento nasceram dois filhos, em Lourenço Marques, Moçambique, quando ali desempenhou funções em comissão de serviço prolongada (1955-1976) na então Companhia Portuguesa Rádio Marconi, actualmente englobada no Grupo PT.

Desde muito jovem se mostrou um apaixonado pelos selos postais e o seu coleccionismo - a Filatelia - hobby que sempre o entusiasmou e onde mantém actividade apreciável.
O seu desempenho desinteressado nesta área, incluindo uma das suas principais criações que mantém activa - o Álbum de Selos Enciclopédico e Histórico de Portugal - levaram à atribuição, no dia 2 de Junho de 2005, por sua Excelência o Presidente da República Dr. Jorge Sampaio, da Comenda da Ordem do Infante D. Henrique pela divulgação da cultura portuguesa pelo Mundo. A versão electrónica do mesmo, denominada "Álbum de Portugal", continua activa e actualizada e conta, no final de 2012 já com mais de 6 milhões de downloads de todas as partes do Mundo.

A sua actividade, principalmente desde a década de 60 do século passado, é multifacetada e deu um contributo importante para a divulgação e engrandecimento do seu hobby, a filatelia.

O Curriculum Vitae que se segue foi baseado em Carlos Kullberg (2006) in Álbum "Enciclopédico e Histórico" de Selos de Portugal, Álbum I (1853/1910).
Actividade Associativa e Organizadora

Foi sócio e dirigente do Clube Filatélico e Numismático de Moçambique de 1964 a 1976, data da sua extinção; Desempenhou diversos cargos directivos, incluindo Presidente da Direcção, entre 1965 e 1976.

É sócio activo do Clube Filatélico de Portugal.

A partir de 1965 desempenhou as funções de coordenador do Boletim do Clube Filatélico de Moçambique.

Ainda em Moçambique foi Presidente da Comissão Organizadora da Exposição Filatélica e Numismática "Lourenço Marques 70".

Foi Vice-Presidente da Direcção da Federação Portuguesa de Filatelia durante o ano de 1980.

Foi Presidente da Direcção da Federação Portuguesa de Filatelia de 1980 a 1987, durante quatro mandatos consecutivos, período no qual foi determinante a reorganizarão de toda a estrutura federativa, a sua instalação em sede própria e o reconhecimento pelo Conselho de Ministros como "Pessoa Colectiva de Utilidade Publica"

É, desde há mais de 2 décadas, Jurado do Quadro da Federação Portuguesa de Filatelia na classe de "Filatelia Tradicional". Mais recentemente, foi distinguido com a categoria de Jurado Sénior.

Foi Director da revista "Filatelia Lusitana", órgão Oficial da Federação Portuguesa de Filatelia, entre 1981 e 1987.

Foi um dos fundadores da Secção Filatélica da Associação Humanitária dos Bombeiros Voluntários de Sintra e um dos criadores da sua revista A Filatelia.

Colaborou na organização de todos os Salões Filatélicos realizados em Sintra, a sua "terra adoptiva", alguns dos quais anteriores à própria fundação da referida Secção Filatélica.

Organizou, a convite dos CTT de Portugal, os Salões Comemorativos do Centenário do Selo de Macau, realizados em Lisboa, Porto e Macau em 1984.

Presidiu ao Congresso Luso-Brasileiro de Filatelia realizado em Lisboa, por ocasião da exposição "Lubrapex-84".

Participou, como representante de Portugal, nos Congressos Internacionais de Filatelia, realizados no Rio de Janeiro por ocasião da Exposição Internacional "Brasiliana-83", e em Roma por ocasião da Exposição Internacional "Italia-86".

Foi Membro da Comissão Organizadora do Salão Internacional de Filatelia "Europex-86", realizado em Lisboa.
Publicações e Actividades de Divulgação

É autor de mais de uma centena de artigos, estudos e crónicas de carácter filatélico, publicados em inúmeros jornais e revistas da especialidade, portuguesas e brasileiras.

A partir de Março de 1965, manteve com regularidade uma coluna filatélica no Boletim do Clube Filatélico de Moçambique, denominada Sabia..., que veio a continuar, a partir de 1985, na revista A Filatelia. Manteve uma coluna, com o mesmo nome, no jornal Noticias Filatélico, a partir de 1966.

Foi responsável, desde 1966, pela crónica filatélica Notícias de Moçambique, publicada regularmente no jornal Notícias Filatélico de Coimbra.

Manteve com regularidade uma coluna Erros & Defeitos na revista A Filatelia, desde 1986.

Foi o responsável por uma coluna filatélica quinzenal no jornal O Século nos anos de 1986 e 1987.

É responsável por uma página filatélica no Jornal de Sintra.

É o autor do "Álbum de Selos Enciclopédico e Histórico" lançado pelas Edições ITAU em 1977. Entre outras distinções, em concurso na Classe de Literatura Filatélica, obteve uma medalha de vermeil (prata dourada) na Exposição Filatélica Luso-Brasileira "Lubrapex"80".

Foi o autor e apresentador do Programa Filatelia Para Todos, difundido pela Rádio Televisão Portuguesa (RTP 1) em 1980 e 1981 e retransmitido em 2006-2007 na "RTP Memória" na RTP 2; a série é composta por 22 episódios, com a duração aproximada de 20 minutos cada.

Por convite dos CTT de Portugal, foi o autor do texto da pagela de apresentação, referente aos selos da emissão "Lubrapex"84".

É o autor do livro A Fauna em Selos, editado pelas Edições Latinas em 1987.

É Consultor Filatélico das Colecções Philae, tendo seleccionado os selos e elaborado os textos de apresentação dos:

	- 36 selos reproduzidos em prata na colecção artística Selos Famosos do Mundo, apresentados em 1987;

	- 51 selos em prata da colecção artística Historia de Portugal, em associação com a Caixa Geral de Depósitos, apresentados em 1995;

	- 16 selos em ouro da colecção A Idade do Ouro da Filatelia, apresentados em 2000.

Foi o Consultor e principal colaborador da empresa A2Z Multimedia para a produção do CD-ROM Selos de Portugal - 1853-1997, primeiro CD-ROM sobre selos de Portugal que foi lançado por ocasião da Exposição Filatélica Internacional PORTUGAL-98.

Foi o responsável, no ano 2000, pela elaboração dos conteúdos filatélicos destinados a um portal da internet da Telecel, dedicado ao coleccionismo.

Foi, a convite do Serviço Nacional de Bombeiros e da Liga dos Bombeiros Portugueses, colaborador na elaboração da edição monumental do livro Bombeiros Portugueses - Seis Séculos de História - 1395-1995, apresentando o capítulo Os Bombeiros Portugueses na Filatelia (14 pág., ilust. a cores).
Colecções e Principais Classificações Obtidas

Possui uma colecção completa de Portugal e praticamente completa de todas as ex-colónias. Foi com a colecção de Portugal que começou, na década de 60 a elaborar, como auto-didacta, os textos batidos à máquina que mais tarde vieram a ser publicados no "Álbum de Selos Enciclopédico e Histórico de Portugal".
Para além destas, tem organizadas colecções especializadas de Moçambique, países e territórios africanos coloniais e de diversas temáticas (e.g., “Centenário do Selo” e Telecomunicações), pelas quais obteve vários prémios nacionais e internacionais.
Por opção pessoal deixou de expor em competição a partir de 1988.
Prémios, Distinções e Nomeações Oficiais
É titular do Certificate of Honor atribuído pela American Philatelic Society, em 1966, segundo filatelista português a receber esta distinção.

É detentor da Medalha de Serviços Inestimáveis da Federação Portuguesa de Filatelia (atribuída em 1966).

Recebeu Louvor do Tribunal de Lourenço Marques, para assuntos filatélicos, nos anos de 1970-74.

Desempenhou o cargo de Coordenador da Comissão para Assuntos Filatélicos, criada pelo Ministério das Comunicações da República Popular de Moçambique, no período de 1974-76.

É detentor da Medalha de Mérito da Federação Italiana de Sociedades Filatélicas. (atribuída em 1986).

Foi Presidente de Honra dos Jurados da Exposição Luso-Brasileira de Filatelia LUBRAPEX-86, realizada no Rio de Janeiro (a convite da respectiva Comissão Organizadora).

Foi, em 2005, agraciado por Sua Excelência o Presidente da Republica, Dr. Jorge Sampaio, com as insígnias de Comendador da Ordem do Infante D. Henrique.

Em reunião camarária de Fevereiro de 2008, a Câmara Municipal de Sintra atribuiu, por unanimidade, à Freguesia de São Pedro de Penaferrim, o topónimo Rua Comendador Carlos Kullberg (filatelista) (coordenadas: 38°45'53.48"N  9°21'35.76"W).

Alguns Episódios de "Filatelia para Todos" podem ser vistos no Youtube.